# Koolhoven F.K.47

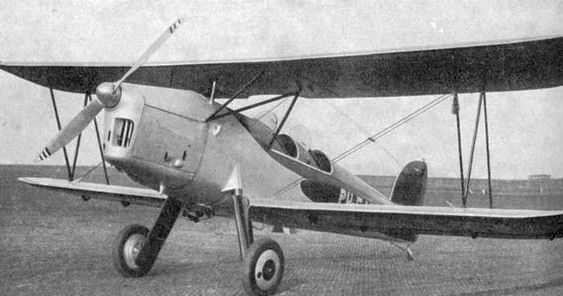
Koolhoven F.K.47 maart 1935

De Koolhoven F.K.47 was een one-off tweedekker sportvliegtuig, ontworpen door Frits Koolhoven. De piloot en passagier zaten achter elkaar in de open lucht. De eerste vlucht was in juni 1933. Het ontwerp heeft veel overeenkomsten met de Koolhoven F.K.46.
De Koolhoven F.K.47 was speciaal gemaakt voor de heer H.L. Jonker Roelants en had de Nederlandse registratie PH-EJR. Jonker Roelants heeft met dit toestel door heel Europa gevlogen. In 1936 raakte het vliegtuig uit koers op een vlucht van Parijs naar Rotterdam. Het toestel landde op een Duits militair vliegveld in het bezette Rijnland en werd samen met zijn eigenaar wegens de hoog opgelaaide politieke spanningen korte tijd onder bewaking gesteld. De F.K.47 bleef hierna nog een aantal jaren in gebruik, maar in 1939 is het toestel verloren gegaan.

## Specificaties
- Type: Koolhoven F.K.47
- Fabriek: Vliegtuigenfabriek Koolhoven
- Rol: Sportvliegtuig
- Bemanning: 1
- Passagier: 1
- Lengte: 6,80 m
- Spanwijdte: 8,0 m
- Maximum gewicht: 830 kg
- Motor: 1 × de Havilland Gipsy Major luchtgekoelde viercilinder lijnmotor, 130 pk
- Propeller: Tweeblads
- Eerste vlucht: juni 1933
- Aantal gebouwd: 1

Prestaties
- Maximumsnelheid: 188 km/u